# Lunar Prospector
El Lunar Prospector (en català: Prospector lunar) és una sonda espacial d'exploració automàtica lunar de tipus Discovery de la NASA amb la finalitat de l'estudi i l'exploració de la superfície del satèl·lit. Fou llançada des de Cap Canaveral el 7 de gener de 1998, mitjançant un llançador del tipus Athena II.
Es tracta d'una nau de les denominades «microsondes» a causa del seu poc pes i mínimes despeses d'explotació i planejada per a continuar i completar els estudis efectuats per la sonda Clementine així com per l'associació ALPO dels pols lunars.
La massa és de 158 kg, 296 amb el combustible, organitzada cap a una estructura quadrangular de 14 x 12 dm d'on surten 3 pals de 25 dm amb la missió d'allunyar els sensors del cos principal.
Porta un espectròmetre de raig Gamma -GRS-, encarregat del rastreig d'elements estranys com el tori, potassi, ferro, urani, oxigen, magnesi, silici, alumini, calci i titani.
També transporta un magnetòmetre -MAG- amb la missió de mesurar el fluix sobreposat de tres camps magnètics: el terrestre, aquell que arrossega el vent solar i el propi de la Lluna.
El reflectòmetre d'electrons -ER- s'encarrega de mesurar el camp magnètic de la superfície lunar, l'espectròmetre de neutrons -NS- buscarà l'existència de gel mitjançant la presència d'hidrogen.
El seu espectròmetre de partícules alfa -APS- mesura la presència dels gasos radioactius, principalment del radó i el poloni que surten de l'interior de la Lluna i per acabar, l'experiment Doppler tractant la gravetat -DGE- permetés afinar damunt el model actual de camp gravitatori lunar.
Alguns d'aquests experiments han sigut obtinguts a tan sols 10 km sobre la superfície lunar, el que ens permet amb això una major exactitud a l'hora dels seus resultats.
Per molts anys s'ha pensat que a la Lluna no existia aigua. No obstant això, el 6 de març de 1998 la sonda lunar Prospector envia dades a la Terra anunciant la més que probable existència d'aigua gelada als cràters dels dos pols de la Lluna. Aquest descobriment ha obert una nova era als viatges a la Lluna i fa pensar en la possibilitat d'establir bases lunars.
Un cop finalitzada la seua etapa d'investigació, la Lunar Prospector s'estavellà de forma controlada a les 9.52 UTC del 31 de juliol de 1999 a una velocitat de 6.000 km/h contra una zona d'ombres propera al pol sud, amb la finalitat de detectar vapors d'aigua provinents d'acumulacions de gel.
Fins al moment els observatoris terrestres que estaven preparats per a analitzar la caiguda de la sonda no han detectat resultats positius, potser a causa del fet que la nau no impactà on estava previst.